# Премьер-министр Японии
Премьер-министр Японии (яп. 内閣総理大臣, Найкаку со: ри дайдзин) — традиционная передача названия должности главы японского правительства (по образцу официальной английской передачи — Prime Minister of Japan). Хотя дословный перевод названия — «Генеральный секретарь кабинета министров». Пост премьер-министра был создан в 1885 году и свою окончательную форму приобрёл с принятием конституции 1947 года.
Премьер-министр назначается императором Японии по решению парламента Японии. Премьер-министр вправе увольнять и назначать министров.
В 1885 году исходя из европейского (главным образом, германского) опыта, в Японии проведена реформа властных структур: появились кабинет министров и гражданская служба, заменившие Дайдзёкан (Государственный совет) в качестве главного государственного исполнительного органа. 22 декабря 1885 года Ито Хиробуми стал первым премьер-министром Японии, одновременно являясь министром императорского двора и председателем Конституционной комиссии.
Синдзо Абэ стал абсолютным рекордсменом по продолжительности пребывания на посту премьер-министра в истории Японии, превзойдя рекорд Эйсаку Сато: один год в первый срок и 7 лет и 8 месяцев — во второй срок. 16 сентября 2020 года Абэ ушел в отставку в связи с ухудшением состояния здоровья.
Действующим премьер-министром Японии с 1 октября 2024 года является Сигэру Исиба.

## Назначение на должность
Кандидат на пост премьер-министра Японии избирается обеими палатами Парламента. Если Палата представителей и Палата советников выбирают одного и того же человека, то император Японии назначает его на должность премьер-министра. Конституция Японии не предусматривает возможности отклонения императором предложенной кандидатуры. Если же Палата представителей и Палата советников изберут разных кандидатов на пост премьер-министра, то должна состояться согласительная процедура. Если она не даёт результата, решение Палаты представителей становится решением Парламента. Таким образом, на практике партия или коалиция, имеющая большинство в Палате представителей, всегда может продвинуть на пост премьер-министра своего кандидата.